# Granuloma periapical
O granuloma periapical é um tecido de granulação (inflamatório) na região periapical (ou, menos frequentemente, lateralmente à raiz) de um dente necrosado.

## Sinais e sintomas
O granuloma periapical normalmente é assintomático, mas em alguns casos pode haver dor, edema e mobilidade dentária. O dente afetado pode ter alguma lesão de cárie ou restauração profunda, evidências de traumatismo dentário, ou anomalia de forma (como dens in dente) ou comprometimento periodontal.
Em casos onde há envolvimento de Actinomyces, a presença de pus com grânulos de enxofre é comum.

## Aspectos radiográficos e histológicos
Radiograficamente, o granuloma periapical se apresenta como uma lesão radiolúcida unilocular, podendo ser bem delimitada ou de aspecto difuso (rarefação óssea) associada ao periápice de um dente; raramente ela pode estar associada à lateral de uma raiz, quando há um canal acessório envolvido na lesão. O seu tamanho é variável, podendo atingir tamanho superior a 2 cm. O dente afetado apresenta perda da lâmina dura, e em alguns casos pode haver reabsorção radicular, o que não é incomum.
Na radiografia tradicional, diferenciar o granuloma periapical de um cisto radicular não é possível: entretanto, na tomografia computadorizada de feixe cônico (TCFC) pode-se obter mais acurácia no diagnóstico diferencial. Estima-se que a TCFC possa diagnosticar entre 20 e 39% mais lesões do que a radiografia convencional.
Histologicamente, o aspecto microscópico depende da duração da lesão, e se havia ou não infecção por um abscesso. Em geral, observa-se um tecido conjuntivo fibroso inflamado (tecido de granulação), mas pode haver presença de cristais de colesterol cercados por células gigantes multinucleadas, assim como corpúsculos de Russel e calcificações distróficas. Em alguns granulomas, há a presença de corpos hialinos e angiopatia hialina de células gigantes em reação a material exógeno, chamados de granulomas de halo hialino ou granulomas de pulso.

## Causas
O granuloma periapical surge em resposta a uma agressão (como lesão de cárie ou traumatismo dentário) que causou necrose pulpar, permitindo a colonização do periápice por bactérias. O granuloma surge como uma reação inflamatória para impedir que as bactérias se espalhem, contendo-as em tecido fibroso. Porém, ao contrário do cisto radicular, não há estímulo aos restos epiteliais aprisionados no ligamento periodontal (restos epiteliais de Malassez) para que proliferem o epitélio, mantendo uma massa sólida apenas de tecido conjuntivo.

## Epidemiologia
É bastante comum, e afeta homens e mulheres na mesma proporção, tendo predileção por dentes anteriores superiores.

## Diagnóstico
Ao exame clínico, o dente associado ao granuloma não é vital, e pode ter sintomatologia (especialmente se houve reagudização). Radiograficamente, observa-se uma rarefação óssea que pode se assemelhar a outras patologias, como:
- Abscesso periapical;
- Cisto radicular.
- Displasia cemento-óssea periapical;
- Tumores;
- Trauma;
- Cisto residual.

O diagnóstico do granuloma periapical se dá através do exame anatomopatológico. Ele é de extrema importância para diferenciá-lo de outras lesões endodônticas, odontogênicas e não odontogênicas que podem simular patologias endodônticas, como:
- Lesões endodônticas: cisto radicular;
- Lesões odontogênicas: 
  - Cistos: cisto odontogênico ortoqueratinizado, queratocisto odontogênico, cisto paradental, cisto periodontal lateral;
  - Tumores: ameloblastoma, fibroma cemento-ossificante, fibroma odontogênico central;
  - Lesões fibro-ósseas: displasia cemento-óssea periapical, lesão central de células gigantes;
- Lesões não odontogênicas:
  - Cistos não odontogênicos: cisto do ducto nasopalatino, cisto nasolabial, cisto ósseo simples;
  - Tumores benignos: granuloma eosinofílico, histiocitose de células de Langerhans;
  - Tumores malignos: linfoma de Burkitt, osteossarcoma condroblástico, sarcoma de Ewing, mieloma múltiplo e plasmocitoma, carcinoma adenoide cístico, linfoma não-Hodgkin, condrossarcoma mesenquimal;
  - Metástases: câncer de pâncreas, carcinoma hepatocelular, câncer de mama;
  - Hamartomas: linfangioma;
  - Variações anatômicas do seio maxilar e cisto de Stafne.

## Prognóstico e tratamento
O prognóstico depende do tamanho da lesão e fatores individuais: normalmente o tratamento do granuloma periapical consiste na exodontia do dente com curetagem, ou tratamento endodôntico (ou retratamento) com a possibilidade de cirurgia de apicectomia. Após o tratamento endodôntico, recomenda-se o acompanhamento a cada 6 ou 12 meses para observar a cicatrização.
A apicectomia é recomendada em casos onde há falha no tratamento endodôntico convencional, ou complexidade do sistema de canais radiculares, ou quando a obturação do ápice não é possível se não de forma retrógrada.
Lesões periapicais de tamanho exuberante, acima de 8 mm, são frequentemente extraídas cirurgicamente. O material extraído deve ser enviado para exame anatomopatológico sempre.